# ميهو مايا
ميهو مايا (万屋 美穂) (5 نوفمبر 1996 في أوساكا في اليابان – )؛ هي لاعبة كرة قدم كانت تلعب كمدافع. ولعبت مع منتخب اليابان لكرة القدم للسيدات.

## وصلات خارجية
- ميهو مايا على موقع الاتحاد الدولي (مؤرشف)  (الإنجليزية)
- ميهو مايا على موقع قاعدة بيانات كرة القدم.إي يو (الإنجليزية)
- ميهو مايا على موقع Soccerway.com (الإنجليزية)
- ميهو مايا على موقع عالم كرة القدم.نت (الإنجليزية)